# La traicionera
La traicionera es una telenovela colombiana producida por la cadena Fox Telecolombia para RCN Televisión en el año 2011. Esta es una adaptación de la telenovela Argentina Malparida, producida en 2010 por Pol-ka para El Trece.  
Está protagonizada antagónicamente por Marianela González junto a Juan Manuel Mendoza y Víctor Mallarino, con las participaciones antagónicas de la primera actriz Vicky Hernández y Ricardo Vélez. Contó con las actuaciones estelares de Ana Lucía Dominguez y Kristina Lilley.

## Sinopsis
La historia inicia cuando María Herrera, una mujer humilde, trabajadora y madre soltera de una niña conoce a Eduardo Sanint, un exitoso y adinerado empresario. Ellos se enamoran perdidamente pese a que él está casado con Annie, con quien además tiene un hijo: Esteban Sanint. La situación obliga a Eduardo a decidir entre su hogar y María, pero finalmente decide que el amor que siente por María no es suficiente para dejar a su familia y opta por terminar su relación con ella.
Sin embargo, durante su relación amorosa, Eduardo deja embarazada a María, quien decide buscarlo para contarle la verdad. Al llegar a su casa, la empleada Olga le informa de que él se ha ido de viaje con su esposa. Así, pese a que María le pide a la empleada que le entregue una carta a Eduardo en donde le cuenta toda la verdad, finalmente, la carta no llega a manos de Eduardo porque Olga decide hacerla desaparecer para no afectar al matrimonio.
Tiempo después, María da a luz, y Gracia, su madre, decide ir a contarle a Eduardo que ya es padre, pero no logran hablar con él, ya que el padre de Eduardo no se lo permite. Eduardo, por su parte, no quiere saber nada de María y le da un cheque para que no vuelva. Gracia, al no tener dinero para ayudar a su hija, toma el cheque y se va. Debido a la tristeza que siente María por el rechazo de Eduardo, sufre una gran depresión y raíz de ello su bebé nace con autismo y María decide suicidarse. 
Después de la muerte de su hija, Gracia empieza a odiar a Manuel Herrera, su nieto, hijo de María, por llevar en sus venas la sangre de Eduardo Sanint y provocar la muerte de su hija. Por este odio tan grande hacia Eduardo, le inculca a su nieta Renata que tiene una misión: vengar la muerte de su madre y odiar a su hermano, ya que es hijo del asesino de su madre. Pero ella no puede odiarlo porque es su hermano y siente que debe quererlo como tal. 
Veinte años después, Renata Medina, hija de María Herrera, decide vengar a su madre utilizando su belleza. Así es como logra trabajar para Eduardo Sanint con la intención de seducirlo. Pero en medio de su estrategia conoce a Esteban Sanint, hijo del hombre que tanto odia y quien finalmente le roba el corazón. 

## Elenco
- Marianela González - Renata Medina Herrera
- Juan Manuel Mendoza - Esteban Sanint
- Víctor Mallarino - Eduardo Sanint
- Vicky Hernández - Gracia Herrera
- Ricardo Vélez - Gabriel Sanint "El Almirante"
- Kristina Lilley - Ana María "Annie" de Sanint
- Ana Lucía Domínguez - Martina Figueroa
- José Narváez - Hernán Posada
- Paula Castaño - Esmeralda García
- Jorge Cárdenas - El Moro
- Ignacio Menéses - Manuel Herrera / Manuel Sanint Herrera
- Carla Giraldo - Vanesa Ramírez
- Mario Ruiz - Plinio
- María Fernanda Martínez - Olga
- Marcela Benjumea - Mabel
- Connie Camelo - Andrea
- Vicky Rueda - Noelia Granados
- Víctor Rodríguez - Luis
- Silvia de Dios - Marcia Posada
- Norma Nivia - Bárbara Castro
- Alberto Pujol - Hugo Troncoso
- Carlos Mariño - Padre Miguel
- Yuri Vargas - Jennifer Ramírez
- Juliana Roldan - María Herrera
- Rafael Lahera - Andrés Santamaría
- Gonzalo Vivanco - Javier Giraldo
- Leonardo Acosta - Jorge Medina
- Rita Bendek - Laura Vallejo
- Indhira Serrano - Cristina Torres
- Xilena Aycardi - Gloria
- Adelaida López - Katheryn
- Salvatore Cassandro - Crispín
- Pedro Falla - Lucas Navarro
- Andrés Salazar - Francisco Brava
- Julio del Mar - Alfonso Navarro
- Juan Carlos Pérez Almanza - Escolta de Eduardo Sanint

## Premios y nominaciones
India Catalina
- Mejor Telenovela La Traicionera Nominada
- Actriz Protagónica De Telenovela Marianela González Nominada
- Mejor Actor Protagónico De Telenovela Juan Manuel Mendoza Nominado
- Mejor Actor Antagónico De Telenovela Víctor Mallarino Nominado
- Mejor Actriz Antagónica De Telenovela Vicky Hernández Ganadora

TV y novelas
- Mejor Telenovela La Traicionera Nominada
- Actriz Protagónica De Telenovela Marianela González Nominada
- Mejor Actor Protagónico De Telenovela Juan Manuel Mendoza Nominado
- Mejor Actor Protagónico De Telenovela Víctor Mallarino Nominado
- Mejor Actriz Antagónica De Telenovela Vicky Hernández Ganadora
- Mejor Actriz De Reparto De Telenovela Constanza Camelo Nominada
- Mejor Actor De Reparto De Telenovela José Narváez Nominado